# Пролаз
Про́лаз (болг. Пролаз) — село в Тирговиштській області Болгарії. Входить до складу общини Тирговиште.

## Населення
За даними перепису населення 2011 року у селі проживали 117 осіб.
Національний склад населення села:
| Національність   | Кількість осіб | Відсоток |
| ---------------- | -------------- | -------- |
| турки            | 35             | 87,5%    |
| болгари          | 5              | 12,5%    |
| цигани           | 0              | 0%       |
| інша             | 0              | 0%       |
| не визначились   | 0              | 0%       |
| Всього відповіли | 40             |          |

Розподіл населення за віком у 2011 році:
Динаміка населення: